# Stelligera
Stelligera is een geslacht van sponsdieren uit de klasse van de Demospongiae (gewone sponzen).

## Soorten
- Stelligera columnata (Lévi, 1959)
- Stelligera mutila (Topsent, 1928)
- Stelligera nux Lendenfeld, 1898
- Stelligera rigida (Montagu, 1814)
- Stelligera stuposa (Ellis & Solander, 1786)